# Satellite irregolare

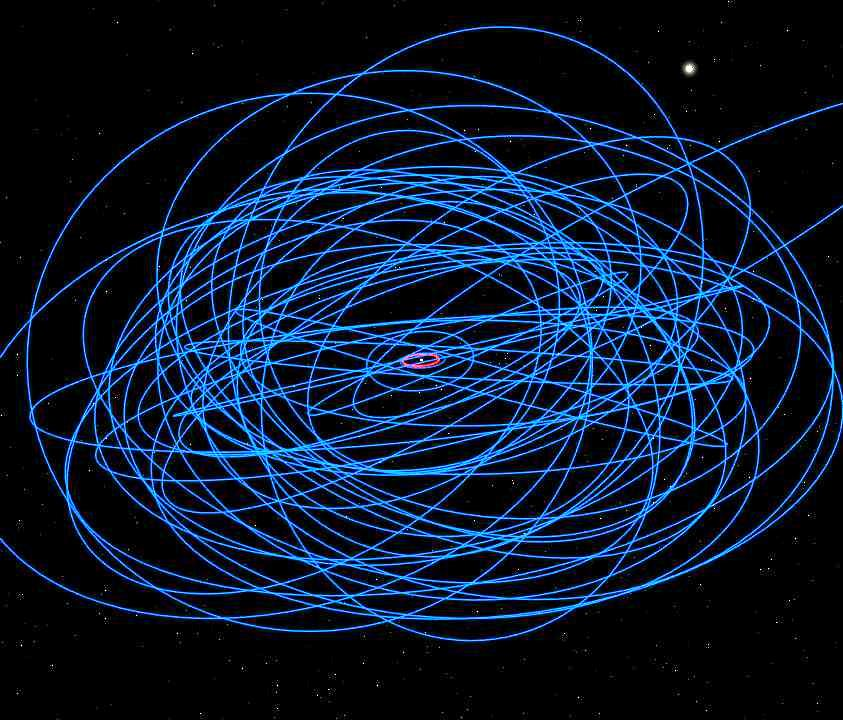
Lo schema mostra le orbite dei satelliti irregolari di Saturno. Per paragone, al centro e in rosso, è riportata anche l'orbita di Titano.

In astronomia un satellite irregolare è un satellite naturale la cui orbita attorno al proprio pianeta è lontana, inclinata e spesso retrograda.
Dal 1997 ad oggi sono stati scoperti 93 satelliti irregolari, tutti orbitanti intorno ad uno dei 4 pianeti giganti (Giove, Saturno, Urano e Nettuno). 
Prima del 1997 se ne conoscevano solo 10, che includevano Febe (la più grande luna irregolare di Saturno) e Himalia (la più grande luna irregolare di Giove).
Si crede siano corpi celesti catturati dal proprio pianeta, a differenza delle lune normali che si sono formate sul posto. L'ipotesi più accreditata è che prima della cattura risiedevano in un'orbita eliocentrica vicino alla loro posizione attuale e catturate poco dopo la formazione del pianeta. L'ipotesi alternativa secondo cui sarebbero originarie della Fascia di Kuiper non è supportata dalle attuali osservazioni.

## Definizione
| Pianeta | rH (Gm) |
| ------- | ------- |
| Giove   | 51      |
| Saturno | 69      |
| Urano   | 73      |
| Nettuno | 116     |

Non esiste una definizione precisa e accettata di satellite irregolare. Informalmente, i satelliti sono considerati irregolari se sono così lontani dal pianeta che la precessione della loro orbita è principalmente controllata dal Sole.
In breve, il semiasse maggiore del satellite è confrontato con la sfera di Hill (rH) del pianeta. I satelliti irregolari hanno semiassi maggiori più grandi di 0,05 rH con apoapsidi che si estendono fino a 0,65 rH. Il raggio della sfera di Hill è riportato nella tabella qui a fianco.

## Orbite

I satelliti irregolari di Giove (rosso), Saturno (giallo), Urano (verde) e Nettuno (blu). L'asse orizzontale mostra la distanza dal pianeta (semiasse maggiore) espresso come frazione del raggio della sfera di Hill. L'asse verticale mostra la loro inclinazione orbitale. Punti e cerchi rappresentano le loro grandezze relative

Le orbite delle lune irregolari sono estremamente diverse, ma si possono individuare alcune regole comuni. Le lune retrograde sono di gran lunga il tipo maggiore (83%). Nessuna luna ha un'inclinazione orbitale superiore a 55° per le prograde, e inferiore a 130° per le retrograde. In aggiunta si possono individuare alcuni raggruppamenti in cui un satellite più grosso condivide la sua posizione orbitale con alcuni satelliti più piccoli.
Data la loro distanza dal pianeta, le orbite dei satelliti più esterni sono molto perturbate dal Sole, quindi i loro elementi orbitali cambiano molto in un breve lasso di tempo. Ad esempio il semiasse maggiore di Pasifae cambia di 1,5 miliardi di chilometri in una sola orbita (circa 2 anni terrestri), nello stesso periodo di tempo la sua inclinazione cambia di circa 10° e l'eccentricità di 0,4 in 24 anni.

Di conseguenza per identificare i satelliti irregolari vengono usati elementi orbitali medi, piuttosto che valori esatti ad una data precisa, in modo simile a quanto avviene per le famiglie di asteroidi.

## Origine
Si ritiene che i satelliti irregolari siano corpi catturati da orbite eliocentriche. Perché ciò avvenga uno dei seguenti casi deve verificarsi:
- dissipazione di energia. Ad esempio interagendo con la nube primordiale di gas.
- una sostanziale (40%) estensione della sfera di Hill del pianeta in un breve periodo di tempo (migliaia di anni).
- un trasferimento di energia in un'interazione tra corpi celesti. Può significare:
  - Una collisione (o incontro ravvicinato) tra un corpo in avvicinamento e un satellite, col risultato che il corpo perde energia e viene catturato.
  - Un incontro ravvicinato tra un sistema binario di corpi in avvicinamento e il pianeta (o una luna esistente), con la conseguente cattura di uno due corpi binari. Questo scenario è considerato il più probabile per Tritone[3].

Dopo la cattura alcuni satelliti possono frantumarsi, generando un raggruppamento di piccole lune che seguono orbite simili. Una risonanza orbitale può ulteriormente modificare le orbite rendendo questi raggruppamenti meno riconoscibili.

## Stabilità a lungo termine
Sorprendentemente le simulazioni numeriche provano che alcune delle attuali orbite degli irregolari sono stabili, nonostante robuste perturbazioni in prossimità dell'apoapside. Il motivo di questa stabilità è che alcuni satelliti irregolari orbitano con una risonanza secolare o con una risonanza di Kozai.
In aggiunta le simulazioni indicano le seguenti conclusioni:
- Orbite con una inclinazione maggiore di 50° (o inferiore a 130° per le retrograde) sono molto instabili: la loro eccentricità aumenta rapidamente causando la perdita del satellite.
Aumentando l'eccentricità si ottengono periapsidi più corti e apoapsidi più lunghi. Il satellite irregolare può entrare nella zona delle più grandi lune regolari ed essere espulso per collisione o incontro ravvicinato. In alternativa, l'aumento delle perturbazioni del Sole a causa del crescente apoapside può spingerlo al di fuori della sfera di Hill.
- Le orbite retrograde sono più stabili delle prograde.
Le orbite retrograde possono essere stabili a distanze maggiori dal pianeta. Dettagliate analisi numeriche hanno mostrato questa asimmetria, i limiti sono in funzione dell'inclinazione e dell'eccentricità, ma, in generale, le orbite prograde possono essere stabili fino a semiassi maggiori di 0,47 rH, mentre per le retrograde il limite si estende fino a 0,67 rH.

## Caratteristiche fisiche

Lo schema mostra la differenza di colorazione nei satelliti irregolari di Giove (etichette rosse), di Saturno (gialle), di Urano (verdi). Sono mostrati solo gli irregolari con un indice di colore noto. Per paragone sono stati aggiunti il centauro 5145 Pholus e 3 classici oggetti della fascia di Kuiper (etichette grigie e dimensioni non in scala)

### Dimensioni
Le lune irregolari finora note di Urano e Nettuno sono più grandi di quelle di Giove e Saturno. È piuttosto probabile che lune più piccole esistano ma, data la grande distanza tra Urano/Nettuno e la Terra, non siano ancora state osservate. Tenendo presente questa precisazione, possiamo ipotizzare che la distribuzione delle grandezze dei satelliti irregolari sia simile per tutti e quattro i pianeti giganti.

### Colore
Il colore dei satelliti viene studiato attraverso l'indice di colore: la misura delle differenze della magnitudine apparente attraverso il filtro blu (B), visibile (V) e rosso (R). Il colore osservato dei satelliti irregolari varia dal neutro (grigiastro) al rossiccio.

Gli irregolari di ogni pianeta mostrano leggere differenze di colore. Gli irregolari di Giove vanno dal grigio al rosso tenue, coerentemente con il loro tipo C, tipo P e tipo D. Gli irregolari di Saturno sono leggermente più rossicci di quelli di Giove. I grandi irregolari di Urano (Sicorace e Calibano) sono rosso chiaro, mentre Prospero e Setebos sono grigi come la luna di Nettuno Alimede

### Spettro
Alle attuali risoluzioni lo spettro dell'infrarosso-vicino della maggior parte degli irregolari appare privo di caratteristiche interessanti. Finora l'acqua allo stato liquido è stata ipotizzata su Febe e Nereide. Strutture attribuibili ad alterazioni acquee sono state trovate su Himalia.

### Rotazione
I satelliti regolari sono solitamente in rotazione sincrona (il loro periodo di rotazione è uguale al loro periodo di rivoluzione). Al contrario, nei satelliti irregolari le forze di marea sono trascurabili, vista la loro distanza dal pianeta. Ad esempio, nei satelliti irregolari più grandi (Himalia, Febe, Nereide) il periodo di rotazione è di sole 10 ore, mentre il loro periodo orbitale è nell'ordine delle centinaia di giorni. Un tale tasso di rotazione è quello tipico degli asteroidi.

## Famiglie con un'origine comune

Lo schema mostra i satelliti irregolari di Giove e come appaiono raggruppati. I cerchi indicano le dimensioni relative dei satelliti. L'asse orizzontale mostra la distanza dal pianeta, l'asse verticale indica l'inclinazione orbitale. Le linee gialle indicano l'eccentricità.

Alcune lune irregolari sembrano orbitare in "gruppi", cioè molti satelliti condividono orbite simili. La teoria più accreditata, ma che necessita di ulteriori osservazioni, è che siano oggetti che facevano parte di un corpo più grande che si è frantumato.

### Satelliti irregolari di Giove
- Satelliti progradi
  - Gruppo di Himalia, condividono un'inclinazione media di 28° e orbite raggruppate. Il loro colore è omogeneo sia in luce visibile (è neutro, simile a quello degli asteroidi di tipo C) che nell'infrarosso vicino.
  - Temisto, è per il momento considerato isolato.
  - Carpo, per il momento considerato isolato.
- Satelliti retrogradi
  - Gruppo di Carme, condividono un'inclinazione media di 165° e orbite raggruppate. Molto omogeneo nel colore mostrano un rosso chiaro, corrispondente ad un asteroide progenitore di tipo D.
  - Gruppo di Ananke, condividono un'inclinazione media di 148°. mostra una certa dispersione dei parametri orbitali. Ananke è di colore rosso chiaro, mentre gli altri membri del gruppo sono grigi.
  - Gruppo di Pasifae, il gruppo è molto disperso. Pasifae è di colore grigio, mentre altri membri sono rosso chiaro.

Sinope, che a volte è incluso nel gruppo di Pasifae, è rosso e, data la differenza di inclinazione, potrebbe essere stato catturato in modo indipendente. Inoltre Pasifae e Sinope sono intrappolati in una risonanza secolare con Giove.

I satelliti irregolari di Saturno. Per la spiegazione vedi lo schema di Giove qui sopra

### Satelliti irregolari di Saturno
- Satelliti progradi
  - Gruppo Gallico, condividono un'inclinazione media di 34° e un colore rosso chiaro.
  - Gruppo Inuit, inclinazione media di 34°. Le loro orbite sono molto disperse ma condividono le stesse caratteristiche fisiche e una colorazione rosso chiaro.
- Satelliti retrogradi
  - Gruppo Nordico. Questo gruppo ha i parametri orbitali molto dispersi. Si stanno esaminando eventuali divisioni, esempio:
    - Il Gruppo di Febe che condividono un'inclinazione media di 174°. Anche questo sottogruppo è comunque molto disperso e potrebbe essere suddiviso in almeno altri due sottogruppi.
    - il Gruppo di Skathi, un possibile sottogruppo del gruppo Nordico.

### Satelliti irregolari di Urano e Nettuno
| Pianeta | rmin   |
| ------- | ------ |
| Giove   | 1,5 km |
| Saturno | 3 km   |
| Urano   | 7 km   |
| Nettuno | 16 km  |

Satelliti irregolari di Urano (verde) e Nettuno (blu). Per la spiegazione vedi lo schema di Giove qui sopra.

Allo stato attuale delle nostre conoscenze, il numero di satelliti irregolari di Urano e Nettuno è più piccolo di quello di Giove e Saturno. Tuttavia pare ragionevole ipotizzare che ciò sia semplicemente il risultato delle difficoltà nella loro osservazione a causa della grande distanza dalla Terra. La tabella qui sopra mostra il raggio minimo (rmin) dei satelliti che possono essere osservati con l'attuale tecnologia (ipotizzando un'albedo di 0,04).
A causa del loro basso numero, quindi, è difficile trarre conclusioni statistiche significative. Un'origine comune per le lune irregolari e retrograde di Urano sembra improbabile, data la loro dispersione dei parametri orbitali. Invece è stata ipotizzata l'esistenza di due gruppi: Il gruppo di Calibano e il gruppo di Sicorace.
Questi due gruppi sono distinguibili dalla loro distanza da Urano e dalla loro eccentricità. Comunque l'ipotesi di raggruppamento non è supportata da una colorazione omogenea: Calibano e Sicorace sono rosso chiaro, mentre le altre lune più piccole sono grigie.
Per quanto riguarda Nettuno, una possibile origine comune per Psamate e Neso è stata ipotizzata. Dato il loro colore simile (grigio).

È stato anche ipotizzato che Alimede sia un frammento di Nereide. I due satelliti hanno avuto un'alta probabilità (41%) di collisione durante la vita del sistema solare.

## Esplorazione

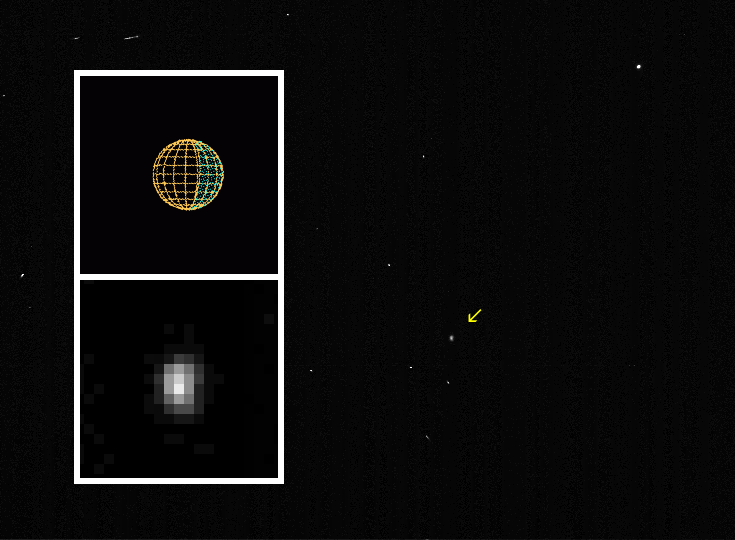
Immagine di Himalia della sonda Cassini

Ad oggi l'unico satellite irregolare visitato da una sonda spaziale è Febe, il più grande irregolare di Saturno, che fu fotografato dalla sonda Cassini nel 2005. Nel 2000 la sonda Cassini ha anche scattato un'immagine da lontano, e a bassa risoluzione, di Himalia.

Al momento nessuna missione spaziale pianificata per il futuro ha in programma una visita a un satellite irregolare.